# TSV Aubstadt
TSV Aubstadt is een Duitse omnisportvereniging uit Aubstadt. Naast voetbal doet de club ook aan tennis en gymnastiek.
De voetbalafdeling speelde lang in de laagste reeksen van het voetbal in Beieren. Pas in 1981 kwam Aubstadt voor het eerst in de Bezirksliga en in 1993 in de Landesliga. Onder trainer Josef Francic promoveerde de club in 2012 naar de Bayernliga Nord. Daar bereikte de club in het seizoen 2013/14 een tweede plaats maar verloor promotie-degradatiewedstrijden tegen 1. FC Schweinfurt 05. Ook in het seizoen 2017/18 werd de club tweede maar verloor nu de play-offs van SpVgg Bayreuth. In het seizoen 2018/19 werd TSV Aubstadt kampioen en promoveerde voor het eerst naar de Regionalliga Bayern.
SpVgg Ansbach 09 · 
Viktoria Aschaffenburg ·
TSV Aubstadt ·
FC Augsburg II ·
TSV Schwaben Augsburg ·
FC Eintracht Bamberg ·
TSV Buchbach ·
SV Wacker Burghausen ·
SpVgg Greuther Fürth II ·
SpVgg Hankofen-Hailing ·
FV Illertissen ·
FC Bayern München II ·
Türkgücü München ·
1. FC Nürnberg II ·
1. FC Schweinfurt 05 ·
DJK Vilzing ·
FC Würzburger Kickers